# Ophioglossum rabellum
Ophioglossum rabellum là một loài dương xỉ trong họ Ophioglossaceae. Loài này được Welw., A.Br. mô tả khoa học đầu tiên năm 1868.
Danh pháp khoa học của loài này chưa được làm sáng tỏ. 